# Дислокаційна петля
Дислокаційна петля — протяжний дефект кристалічної ґратки, дислокація, дислокаційна лінія якої замкнена.
Дислокаційні петлі бувають міжвузлового і вакансійного типів. У першому випадку дислокаційна петля утворена краєм додаткової площини атомів у кристалічній ґратці, у другому — краєм області, де відповідні атоми відсутні.
Вектор Бюргерса для всієї дислокаційної петлі незмінний. В загальному випадку кут між вектором Бюргерса та вектором, дотичної до ліній дислокації, змінюється вздовж лінії.